# Oak Grove (Illinois)
Pour les articles homonymes, voir Oak Grove.
Oak Grove est un village situé au centre du comté de Rock Island dans l'Illinois, aux États-Unis,. Le village est incorporé le 7 février 1956.

## Démographie
Lors du recensement de 2010, le village comptait une population de 396 habitants. Elle est estimée, en 2016, à 567 habitants.

### Source de la traduction
- (en) Cet article est partiellement ou en totalité issu de l’article de Wikipédia en anglais intitulé « Oak Grove, Illinois » (voir la liste des auteurs).